# Nirmali Corona
La Nirmali Corona è una struttura geologica della superficie di Venere.